# Delphi (Indiana)
Delphi è una città degli Stati Uniti d'America, situata nello Stato dell'Indiana e in particolare nella contea di Carroll, della quale è il capoluogo.